# 聖地牙哥市

聖地牙哥市（西班牙語：Municipio San Diego），是委內瑞拉的一個市，位於該國北部卡拉波波州，首府設於聖迭戈，面積106平方公里，2007年人口74,941，人口密度為每平方公里710人。